# Francisco Marín Bagüés
Francisco Marín Bagüés (Leciñena, 16 de octubre de 1879-Zaragoza, 24 de mayo de 1961) fue un pintor español. 

## Biografía
Comenzó a aprender pintura en la Escuela de Artes e Industrias de Zaragoza y desde 1903 en la Escuela Superior de Bellas Artes de Madrid. El estilo de Marín Bagüés se caracterizaba por su un incisivo reflejo del costumbrismo rural aragonés y por una técnica de pintura empastada y pincelada suelta.
En 1909 consigue una beca de la Diputación de Zaragoza y viaja a Roma y Florencia para completar sus estudios hasta 1912. Desde Italia envía dos cuadros de Historia de gran calidad: Santa Isabel de Portugal (1910) y Los Compromisarios de Caspe (1912). También visitó París y los Países Bajos. En estos viajes conoció los movimientos artísticos de vanguardia: el Art nouveau francés, el Modernismo europeo y el Futurismo italiano.
A su regreso a España fue nombrado conservador del Museo Provincial de Bellas Artes de Zaragoza y abrió con éxito su propio estudio particular. En 1915 consiguió la Medalla de Segunda Clase de la Exposición Nacional de Bellas Artes (cinco años antes había obtenido la de Tercera Clase en el mismo certamen).
Sin embargo, una serie de problemas personales y de salud le llevaron a abandonar en 1916 todas sus dedicaciones públicas y, tras un breve periodo de internamiento en el sanatorio de Reus, se centró en la experimentación de nuevas técnicas artísticas, como escultura y grabado, pasando largas temporadas en Castelserás donde creó gran parte de su obra última.
Progresivamente, va incorporando a su pintura las innovaciones vanguardistas, como sucede en La Jota, de 1932, en el que conjuga la monumentalidad costumbrista con elementos del Cubismo y el dinamismo futurista. Los placeres del Ebro, de 1934, se enmarca ya en un neopopularismo geometrizante y social propio de los años de la Segunda República. Entre las obras posteriores a la Guerra Civil, cabe citar Exterior de la catedral de León (1951), Carrera de pollos (1953) y Acarreo de mies (1954-55), donde se aprecia la continuidad con sus inicios costumbristas, aunque desde el enfoque del moderno realismo social. También cultivó en este periodo el retrato, el paisaje y la pintura mural.
En general, Marín Bagüés destacó por un acusado regionalismo que recorre toda su obra, combinado con ser el introductor y más característico representante de las vanguardias en la pintura aragonesa.
En 1979, con motivo del centenario de su nacimiento, se celebró una completa muestra antológica de su obra en la Lonja de Zaragoza.